# Vercoiran
 (décembre 2020).
Vercoiran est une commune française située dans le département de la Drôme, en région Auvergne-Rhône-Alpes.
Ses habitants sont dénommés les Vercoiranais et les Vercoiranaises.

## Géographie

### Localisation
La commune de Vercoiran est située dans la Drôme provençale, à 9 km au nord-est de Buis-les-Baronnies (chef-lieu du canton) et à 36 km au nord-est de Carpentras.

### Hydrographie
La commune est arrosée par :
- la rivière l'Ouvèze[2] ;
- les ruisseaux de Guérindon, de la Combette, de la Justillane, des Vignes[2] ;
- les ravins de Combe Sourne, du Col de la Chau, de Margari, de Sainte-Catherine, des Barates, des Crosses[2].

### Climat
Pour des articles plus généraux, voir Climat d'Auvergne-Rhône-Alpes et Climat de la Drôme.
En 2010, le climat de la commune est de type climat méditerranéen altéré, selon une étude du Centre national de la recherche scientifique s'appuyant sur une série de données couvrant la période 1971-2000. En 2020, Météo-France publie une typologie des climats de la France métropolitaine dans laquelle la commune est exposée à un climat de montagne ou de marges de montagne et est dans la région climatique  Alpes du sud, caractérisée par une pluviométrie annuelle de 850 à 1 000 mm, minimale en été. 
Pour la période 1971-2000, la température annuelle moyenne est de 11,4 °C, avec une amplitude thermique annuelle de 16,4 °C. Le cumul annuel moyen de précipitations est de 931 mm, avec 7 jours de précipitations en janvier et 4,5 jours en juillet. Pour la période 1991-2020, la température moyenne annuelle observée sur la station météorologique de Météo-France la plus proche, « Bésignan », sur la commune de Bésignan à 3 km à vol d'oiseau, est de 12,6 °C et le cumul annuel moyen de précipitations est de 783,1 mm,. Pour l'avenir, les paramètres climatiques de la commune estimés pour 2050 selon différents scénarios d'émission de gaz à effet de serre sont consultables sur un site dédié publié par Météo-France en novembre 2022.

### Voies de communications et transports
On accède à la commune par la D 546 depuis Saint-Euphémie-sur-Ouvèze et la D 108a par La Grange-des-Bois.
Transports en commun
- Transports en commun dans le département de la Drôme[10].
- Transports à la demande[11].

## Urbanisme

### Typologie
Au 1er janvier 2024, Vercoiran est catégorisée commune rurale à habitat très dispersé, selon la nouvelle grille communale de densité à 7 niveaux définie par l'Insee en 2022.
Elle est située hors unité urbaine et hors attraction des villes,.

### Occupation des sols
L'occupation des sols de la commune, telle qu'elle ressort de la base de données européenne d’occupation biophysique des sols Corine Land Cover (CLC), est marquée par l'importance des forêts et milieux semi-naturels (73,5 % en 2018), en diminution par rapport à 1990 (77,4 %). La répartition détaillée en 2018 est la suivante : 
forêts (38,1 %), milieux à végétation arbustive et/ou herbacée (33,7 %), zones agricoles hétérogènes (19 %), cultures permanentes (7,5 %), espaces ouverts, sans ou avec peu de végétation (1,7 %). L'évolution de l’occupation des sols de la commune et de ses infrastructures peut être observée sur les différentes représentations cartographiques du territoire : la carte de Cassini (XVIIIe siècle), la carte d'état-major (1820-1866) et les cartes ou photos aériennes de l'IGN pour la période actuelle (1950 à aujourd'hui).

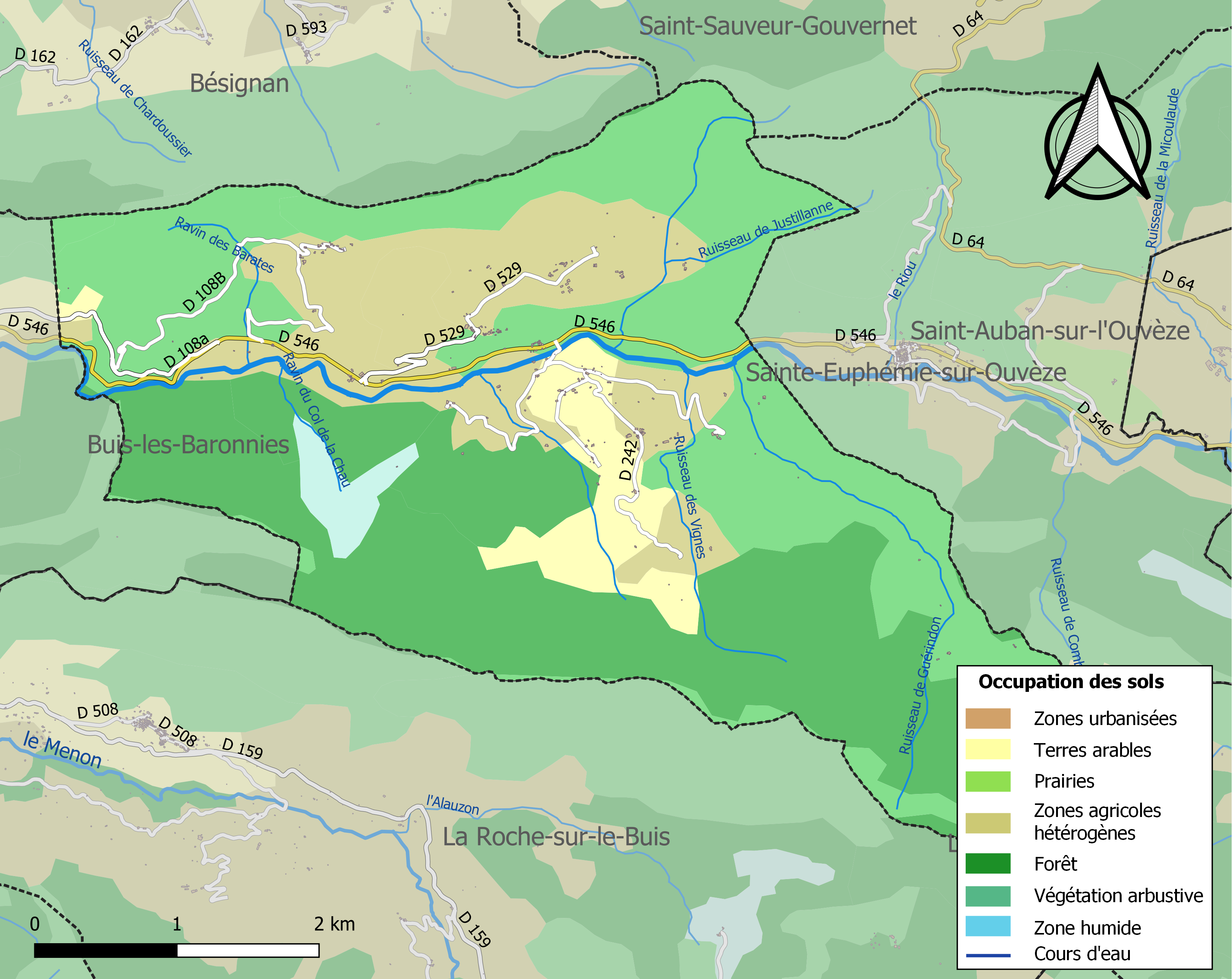
Carte des infrastructures et de l'occupation des sols de la commune en 2018 (CLC).

### Morphologie urbaine
La commune est composée d'un village perché, de hameaux et de fermes réparties sur les deux rives de l'Ouvèze.

### Projets d'aménagement
Le Règlement national d'urbanisme s'applique sur la commune.

### Risques naturels et technologiques

#### Sismicité
La commune est située dans une zone de faible sismicité,.

## Toponymie

### Attestations
- 1120 : première mention (liste des fiefs des barons de Mévouillon)[20][réf. nécessaire].
- Entre 1270 et 1273 : mentions dans des actes d'hommages aux Montauban par les co-seigneurs Pierre Raimon, Guillaume d'Arzelier et Rostaing Amici[20][réf. nécessaire].
- 1276 : castrum seu territorium Vercoyrani (inventaire des dauphins, 224)[21].
- 1284 : castrum de Vercoirano (Valbonnais, II, 118)[21].
- 1286 : castrum de Vercoyrano (inventaire des dauphins, 220)[21].
- 1291 : castrum Verceyrani (inventaire des dauphins, 231)[21].
- 1550 : Vercoyrenc (archives de la Drôme, E 2989)[21].
- 1717 : Vercoyran (terrier de la famille Pape)[21].
- 1891 : Vercoiran, commune du canton de Buis-les-Baronnies[21].

## Histoire

### Préhistoire
Le site de Sainte-Luce a été occupé par les hommes il y a environ 4 500 ans.

### Antiquité: les Gallo-romains
Présence romaine : poteries ioniennes.
A. Lacroix rapporte avoir vu sur un manteau de cheminée trouvé à Plan Pèlegrin une pierre carrée de 33 cm de côté qui serait un autel aux nymphes portant l'inscription : NYMPHIS L. CARINIVS CARUS V.S.L.M. « Aux nymphes, Lucius Carinius Carus, avec reconnaissance, a accompli son vœu ». Cette pierre est probablement conservée au musée de [Montélimar] (collection de Valentin du Cheylar)[réf. nécessaire].

Y. Girard (1999) signale des monnaies et des tessons de céramiques trouvées à proximité de Notre-Dame-des-Champs[réf. nécessaire].

### Du Moyen Âge à la Révolution
La seigneurie :
- Au point de vue féodal, la communauté formait deux terres (ou seigneuries) : Vercoiran et Autane.
- Celle de Vercoiran était de la baronnie de Montauban.
- 1316 : elle est inféodée aux Tullins par les dauphins.
- 1318 : elle passe (par mariage) aux Morges.
- 1432 : vendue aux Ambel.
- Elle passe aux Eurre.
- Vers 1500 : passe aux (des) Massues.
- 1602 : passe (par mariage) aux Pape.
- Elle passe (par mariage) aux Bimard.
- En 1789, Françoise Emilie de Bimard (1750-1832), mariée à Jean-Baptiste de Sade d'Eyguières (cousin du Marquis), est dame de Vercoiran.

(Autre version) : à partir au XIIIe siècle, la documentation disponible sur Vercoiran se précise. Les Archives de la Drôme indiquent que les hauts seigneurs de Vercoiran furent les Mévouillon, les Montauban, les Adhémar puis les dauphins de Viennois au début du XIVe siècle.

Des familles plus modestes, vassales des hauts seigneurs, possèdent les terroirs d'Autanne et de Vercoiran. Au début du XIIIe siècle Autane et Vercoiran sont mentionnés dans un contrat de 1230 intéressant la huitième partie du château fort d'Autanne vendue à Rostaing Amic, seigneur de Vercoiran, par Rambaud d'Autanne[réf. nécessaire].
Plusieurs documents (Archives de la Drôme) relatent des faits concernant la famille des Massues, seigneurs de Vercoiran :
- Suite de la mort violente de François des Massues, vers 1590, sa fille Mabille des Massues épouse de Guy Pape, seigneur de Saint-Auban, demande l'inventaire des biens de son père. En 1621, l'inventaire du château de Vercoiran concerne le château lui-même, ses meubles, les granges de Justillane, Colombrette, Guérindon (ou Langoustier), le château de Bésignan et la grange de la Rochette. Ce document, écrit en écriture gothique du XVIe siècle et sa traduction manuscrite par un archiviste du début du XXe siècle sont disponibles.
- Un autre document établit l'historique de la propriété de la grange de la Rochette, héritage des Massues de Vercoiran. Pierre des Massues, dit Colonel Mas, chevalier de l'ordre de Saint-Jean de Jérusalem, et son frère, sont morts, en 1565, durant le Grand Siège de Malte[25][réf. nécessaire].

La Réforme a un fort impact dans la région ; plusieurs seigneurs adhèrent à la religion protestante.

La haute Ouvèze compte deux places fortes huguenotes (Sainte-Euphémie et Saint-Auban).

Vers 1580, François des Massues, seigneur de Vercoiran et de Sainte-Éuphémie, épouse Justine du Puy-Montbrun et se convertit à l'Église Réformée (Varlet 1999)[réf. nécessaire].
En 1598, lors de la Contre-Réforme, des frères Prêcheurs viennent s'installer à Buis-les-Baronnies et suscitent l'établissement de nombreuses confréries sur l'ensemble des Baronnies[réf. nécessaire].
1755 : le rôle de tailles compte 110 habitants pour Vercoiran et une soixantaine pour Autanne (Varlet 1999). Les églises paroissiales de Saint-André (Vercoiran) et de Saint-Jean (Autanne) supporte chacune douze deniers de redevance annuelle à l'évêque de Sisteron[réf. nécessaire].
Avant 1790, Vercoiran était une communauté de l'élection de Montélimar, de la subdélégation et du bailliage de Buis-les-Baronnies.

Elle formait une paroisse du diocèse de Sisteron dont l'église était dédiée à saint André et dont les dîmes appartenaient au curé.
À la veille de la Révolution française, Marie Françoise Émilie de Bimard, fille de Pierre Annibal et Élisabeth Émilie Pape de Saint-Auban, est dame de Vercoiran et de Sainte-Euphémie sous le patronyme marital de Sade. Elle ne possède pas Autanne qui est passée des seigneurs de Saint-Auban aux Autard de Bragard[réf. nécessaire].

#### Autanne
- 805 : Altana (testament du patrice Abbon)[27].
- 1286 : castrum de Autana (inventaire des dauphins, 220)[27].
- 1294 : castrum Autane (inventaire des dauphins, 243)[27].
- 1569 : Oultanne (inventaire Morin-Pons, I, 425)[27].
- XVIIe siècle : Aultane (inventaire de la chambre des comptes)[27].
- XVIIe siècle : Otane (rôle de tailles)[27].
- (non daté) : Autanne (pl. cad.)[27].
- 1891 : Autane, hameau de la commune de Vercoiran[27].
- 1992 : Autanne, hameau[23].
- Avant 2020 : la ferme d'Aire d'Autanne[2].

La seigneurie :
- Au point de vue féodal, Autanne était un fief des barons de Montauban.
- 1284 : possession d'une famille de son nom.
- Début XIVe siècle : la terre est morcelée entre plusieurs co-seigneurs : les Adhémar, les Agoult, les Bésignan, les Rémuzat.
- 1350 : elle appartient tout entière aux Morges.
- 1447 : elle passe aux Eurre.
- Fin XVIe siècle : passe aux Massues.
- 1604 : passe (par mariage) aux Pape-Saint-Auban.
- En 1789, Autane appartient à la marquise de Sade (supra), fille de Pierre Annibal de Bimard et d’Élisabeth Pape de Saint-Auban.

Avant 1790, Autane était une communauté de l'élection de Montélimar et de la subdélégation et du bailliage du Buis. Elle était comprise dans la paroisse de Vercoiran :

### De la Révolution à nos jours
En 1790, la commune est comprise dans le canton de Sainte-Jalle. La réorganisation de l'an VIII (1799-1800) la place dans le canton de Buis-les-Baronnies.
Deux communes, Vercoiran et Autanne, sont créées.
En 1791, les habitants d'Autanne se partagent les anciennes terres de l'église, en particulier celles de la Montagne de Serre Gros qu'ils défrichent chacun pour leur compte[réf. nécessaire].
En décembre 1797, la commune d'Autanne est rattachée à la commune de Vercoiran[réf. nécessaire].
En 1808, sur demande du conseil municipal de Vercoiran et Autanne, le conseil de préfecture de la Drôme annule le partage des bois communaux (décision approuvée le 13 octobre 1809).

En 1817, le conseil municipal de Vercoiran conteste à nouveau la légitimité du partage de 1791 et conclut que la Montagne de Serre Gros doit rester une réserve forestière communale. Les défrichements des habitants d’Autanne doivent cesser[réf. nécessaire].
En 1843, le conseil municipal vote un projet de construction d'une école communale[réf. nécessaire].

## Politique et administration

### Liste des maires
| Période                                  | Période                        | Identité                        | Étiquette | Qualité       |
| ---------------------------------------- | ------------------------------ | ------------------------------- | --------- | ------------- |
| Les données manquantes sont à compléter. |                                |                                 |           |               |
| 1871                                     |                                | ?                               |           |               |
| 1874                                     |                                | ?                               |           |               |
| 1878                                     |                                | ?                               |           |               |
| 1884                                     |                                | ?                               |           |               |
| 1888                                     |                                | ?                               |           |               |
| 1892                                     |                                | ?                               |           |               |
| 1896                                     |                                | ?                               |           |               |
| 1900                                     |                                | ?                               |           |               |
| 1904                                     |                                | ?                               |           |               |
| 1908                                     |                                | ?                               |           |               |
| 1912                                     |                                | ?                               |           |               |
| 1919                                     |                                | ?                               |           |               |
| 1925                                     |                                | ?                               |           |               |
| 1929                                     |                                | ?                               |           |               |
| 1935                                     |                                | ?                               |           |               |
| 1945                                     |                                | ?                               |           |               |
| 1947                                     |                                | ?                               |           |               |
| 1953                                     |                                | ?                               |           |               |
| 1959                                     |                                | ?                               |           |               |
| 1965                                     |                                | ?                               |           |               |
| 1971                                     |                                | ?                               |           |               |
| 1977                                     |                                | ?                               |           |               |
| 1983                                     |                                | ?                               |           |               |
| 1989                                     |                                | ?                               |           |               |
| 1995                                     | 2001                           | Gérard Pez                      | PS        | retraité      |
| 2001                                     | 2008                           | Gérard Pez                      |           | maire sortant |
| 2008                                     | 2014                           | Gérard Pez                      |           | maire sortant |
| 2014                                     | 2020                           | Gérard Pez                      |           | maire sortant |
| 2020                                     | En cours (au 31 décembre 2020) | Gérard Pez[source insuffisante] |           | maire sortant |

### Rattachements administratifs et électoraux
La commune fait partie de la Communauté de communes des Baronnies en Drôme Provençale.

### Finances locales

#### Budget et fiscalité 2017

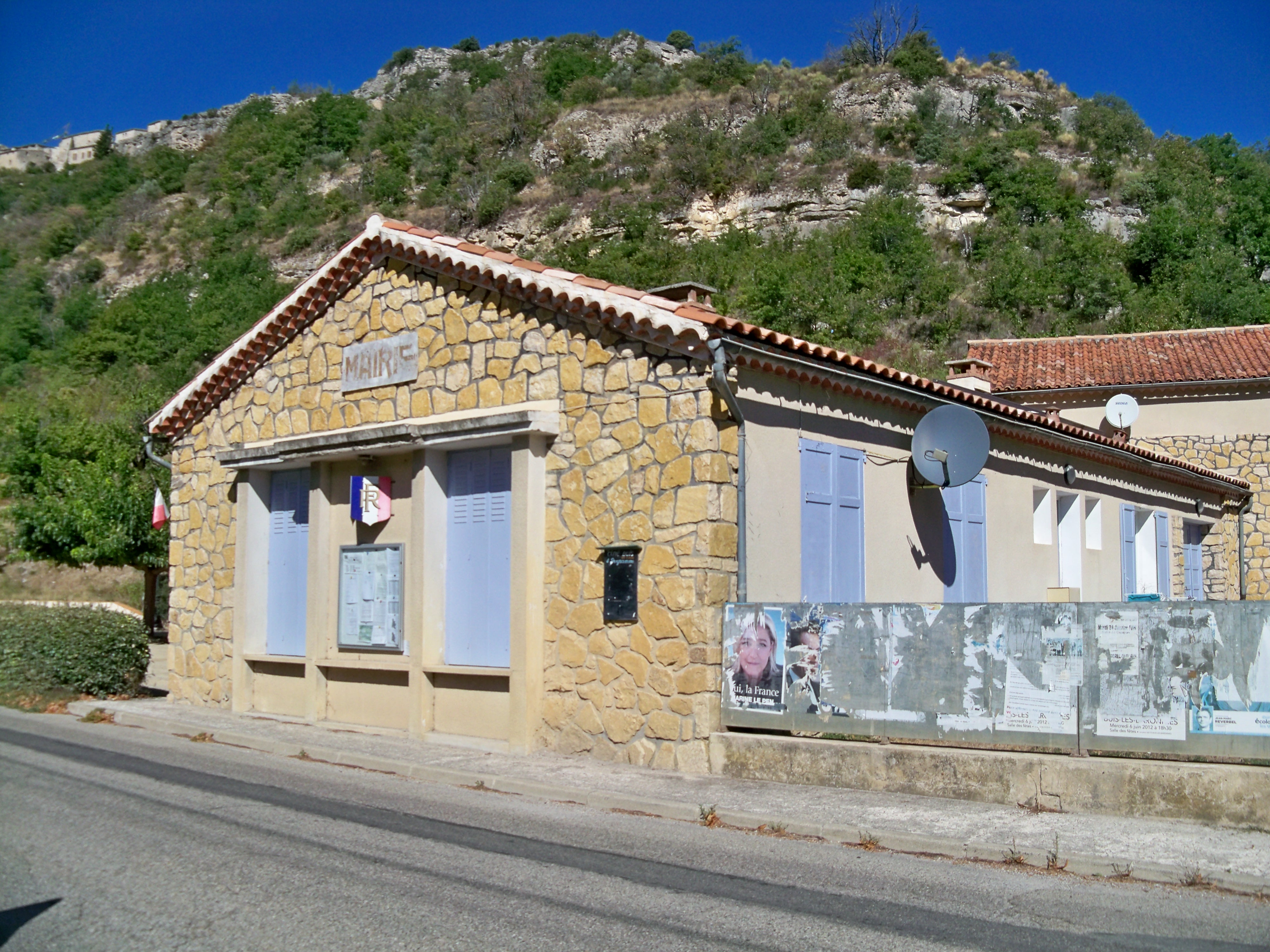
Mairie de Vercoiran.

En 2017, le budget de la commune était constitué ainsi :
- total des produits de fonctionnement : 162 000 €, soit 1 081 € par habitant ;
- total des charges de fonctionnement : 126 000 €, soit 839 € par habitant ;
- total des ressources d'investissement : 33 000 €, soit 219 € par habitant ;
- total des emplois d'investissement : 71 000 €, soit 471 € par habitant ;
- endettement : 86 000 €, soit 571 € par habitant.

Avec les taux de fiscalité suivants :
- taxe d'habitation : 15,39 % ;
- taxe foncière sur les propriétés bâties : 8,88 % ;
- taxe foncière sur les propriétés non bâties : 74,88 % ;
- taxe additionnelle à la taxe foncière sur les propriétés non bâties : 50,03 % ;
- cotisation foncière des entreprises : 20,33 %.

## Population et société

### Démographie

#### Évolution démographique
L'évolution du nombre d'habitants est connue à travers les recensements de la population effectués dans la commune depuis 1793. Pour les communes de moins de 10 000 habitants, une enquête de recensement portant sur toute la population est réalisée tous les cinq ans, les populations de référence des années intermédiaires étant quant à elles estimées par interpolation ou extrapolation. Pour la commune, le premier recensement exhaustif entrant dans le cadre du nouveau dispositif a été réalisé en 2008.

En 2022, la commune comptait 134 habitants, en évolution de −5,63 % par rapport à 2016 (Drôme : +2,64 %, France hors Mayotte : +2,11 %).
| 1793 | 1800 | 1806 | 1821 | 1831 | 1836 | 1841 | 1846 | 1851 |
| ---- | ---- | ---- | ---- | ---- | ---- | ---- | ---- | ---- |
| 371  | 336  | 413  | 469  | 497  | 410  | 475  | 461  | 470  |

| 1856 | 1861 | 1866 | 1872 | 1876 | 1881 | 1886 | 1891 | 1896 |
| ---- | ---- | ---- | ---- | ---- | ---- | ---- | ---- | ---- |
| 485  | 503  | 478  | 479  | 469  | 433  | 423  | 413  | 418  |

| 1901 | 1906 | 1911 | 1921 | 1926 | 1931 | 1936 | 1946 | 1954 |
| ---- | ---- | ---- | ---- | ---- | ---- | ---- | ---- | ---- |
| 385  | 323  | 276  | 230  | 228  | 212  | 190  | 163  | 141  |

| 1962 | 1968 | 1975 | 1982 | 1990 | 1999 | 2006 | 2008 | 2013 |
| ---- | ---- | ---- | ---- | ---- | ---- | ---- | ---- | ---- |
| 147  | 124  | 98   | 112  | 129  | 115  | 123  | 125  | 141  |

| 2018 | 2022 | - | - | - | - | - | - | - |
| ---- | ---- | - | - | - | - | - | - | - |
| 139  | 134  | - | - | - | - | - | - | - |

### Enseignement
La commune relève de l’académie de Grenoble.
Établissements d'enseignements :
- écoles maternelles à Buis-les-Baronnies[36] et à Rosans ;
- écoles primaires à Saint-Sauveur-Gouvernet et Saint-Auban-sur-l'Ouvèze ;
- collège à Buis-les-Baronnies ;
- lycée à Nyons.

### Santé
Professionnels et établissements de santé :
- médecins à Sainte-Jalle et Buis-les-Baronnies ;
- pharmacies à Buis-les-Baronnies ;
- hôpitaux à Buis-les-Baronnies, Nyons.

### Manifestations culturelles et festivités
- Fête communale : le 16 septembre[23].
- Fête patronale : le 19 septembre[23].

### Loisirs
- Randonnées.

### Cultes
Culte catholique : paroisse Saint-Joseph-des-Baronnies relevant du diocèse de Valence.

## Économie

### Agriculture
En 1992 : lavande, tilleul, vignes, oliviers, ovins, caprins.

### Commerces
- Commerces de proximité à Buis-les-baronnies[39].
- Bistrot de pays : Le Moulin de Vercoiran[40],[41], dans un ancien moulin à farine restauré.

### Tourisme
Hébergement :
- Gîtes de France[42].
- Maisons d'hôtes[43].

### Revenus de la population et fiscalité
Chiffres clés Revenus et pauvreté des ménages en 2016 : médiane en 2016 du revenu disponible, par unité de consommation : 19 644 €.

## Culture locale et patrimoine

### Lieux et monuments

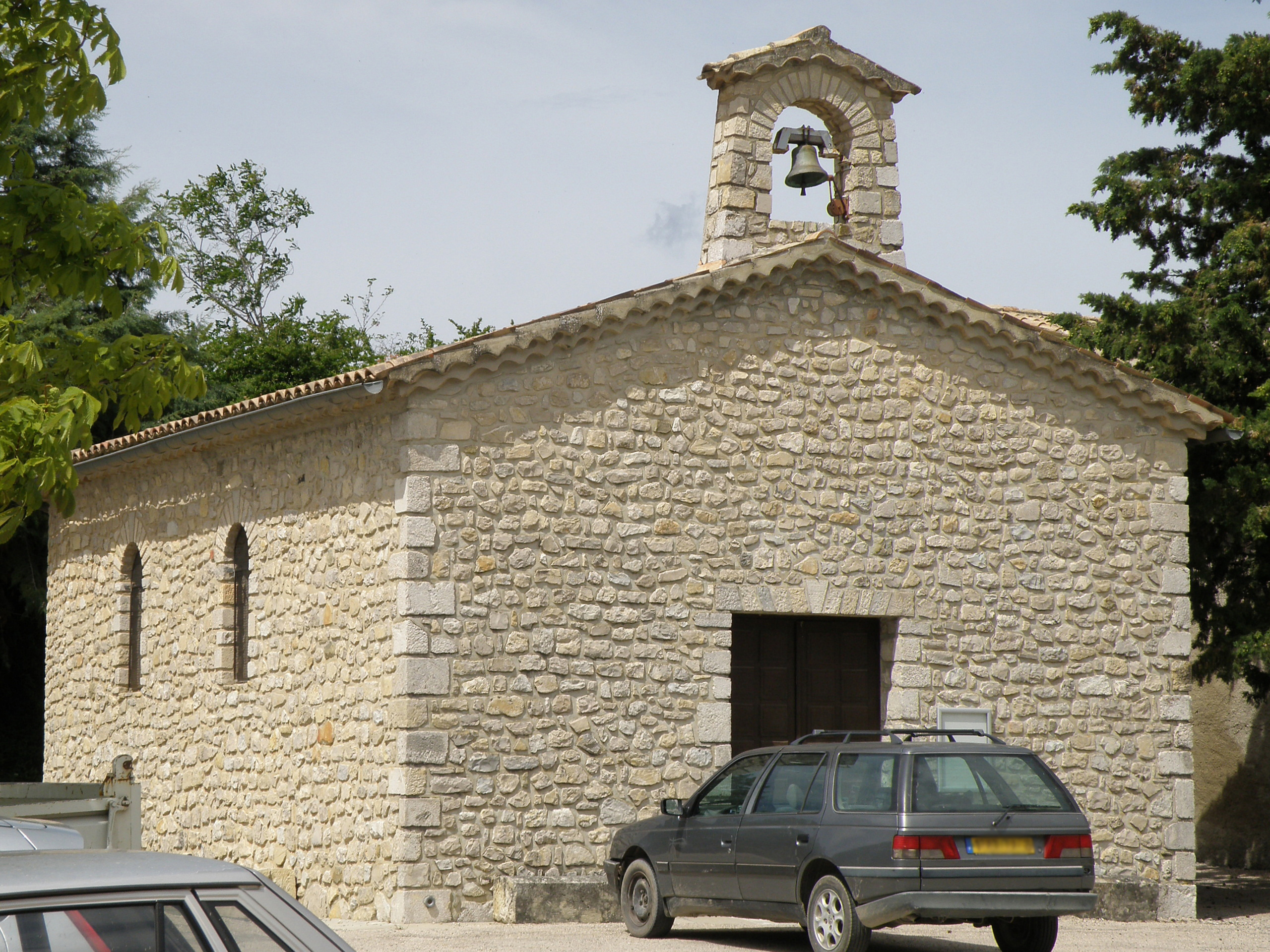
Église Sainte-Anne.

- Site ruiniforme : rocher et bâtiments soudés[23].
- Ruines du château féodal perché[23],[45].
- Église Sainte-Anne[46].
- Chapelle Notre-Dame-des-Champs[47] : lieu de pèlerinage[23].
- Prieuré de Sainte-Luce (ruines)[48].
- Monument aux morts[49] des guerres 1914-1918 et 1939-1945.
- Église Sainte-Anne de Vercoiran, contemporaine[23].

### Patrimoine naturel
- Source Sainte-Catherine : son eau guérirait les maladies de peau[23].

## Personnalités liées à la commune

### Héraldique, logotype et devise
|  | Vercoiran possède des armoiries dont l'origine et le blasonnement exact ne sont pas disponibles. |